# Travis Kelce
Travis Michael Kelce (Westlake, 1989. október 5. –) amerikai amerikaifutball-játékos, a Kansas City Chiefs tight endje a National Football League-ben. A Chiefs a 2013-as NFL-drafton választotta ki, a csapattal háromszor is (LIV, LVII, LVIII) Super Bowl-győztes lett, a korábbi két döntőben touchdownt szerezve. Fiatalkorában a Cincinnati Egyetem játékosa volt.
Minden idők egyik legjobb tight endje, Kelce nyolcszor kapott Pro Bowl, négyszer pedig All-Pro első csapat elismerést. Ő tartja a rekordot a sorozatban legtöbb és legtöbb szezonért (7) legalább ezer elkapási yarddal, egy tight end által. Ezek mellett egy tight end által egy szezonban szerzett yardok legtöbbjét is magának tudhatja, 2020-ban 1416 yarddal zárta az évadot, annak ellenére, hogy csak 15 mérkőzésen játszott. Egy rövid ideig 2018-ban ő tartott az általános elkapási rekordot is. A 2022-es szezonban érte el a 10 ezer elkapási yardot, s neki kellett ehhez a legkevesebb idő a pozícióján az NFL történetében. Ezzel ő lett az ötödik akinek ez sikerült. Beválasztották a 2010-es évtized legjobb csapatába.
Amerikai futball-pályafutása mellett szerepelt saját valóságshowjában is, illetve testvérével, a szintén amerikaifutball-játékos Jasonnel van egy podcastjuk, a New Heights. A 2023-as szezon óta kapcsolatban van Taylor Swift amerikai énekesnővel.